# Tourismus in Serbien

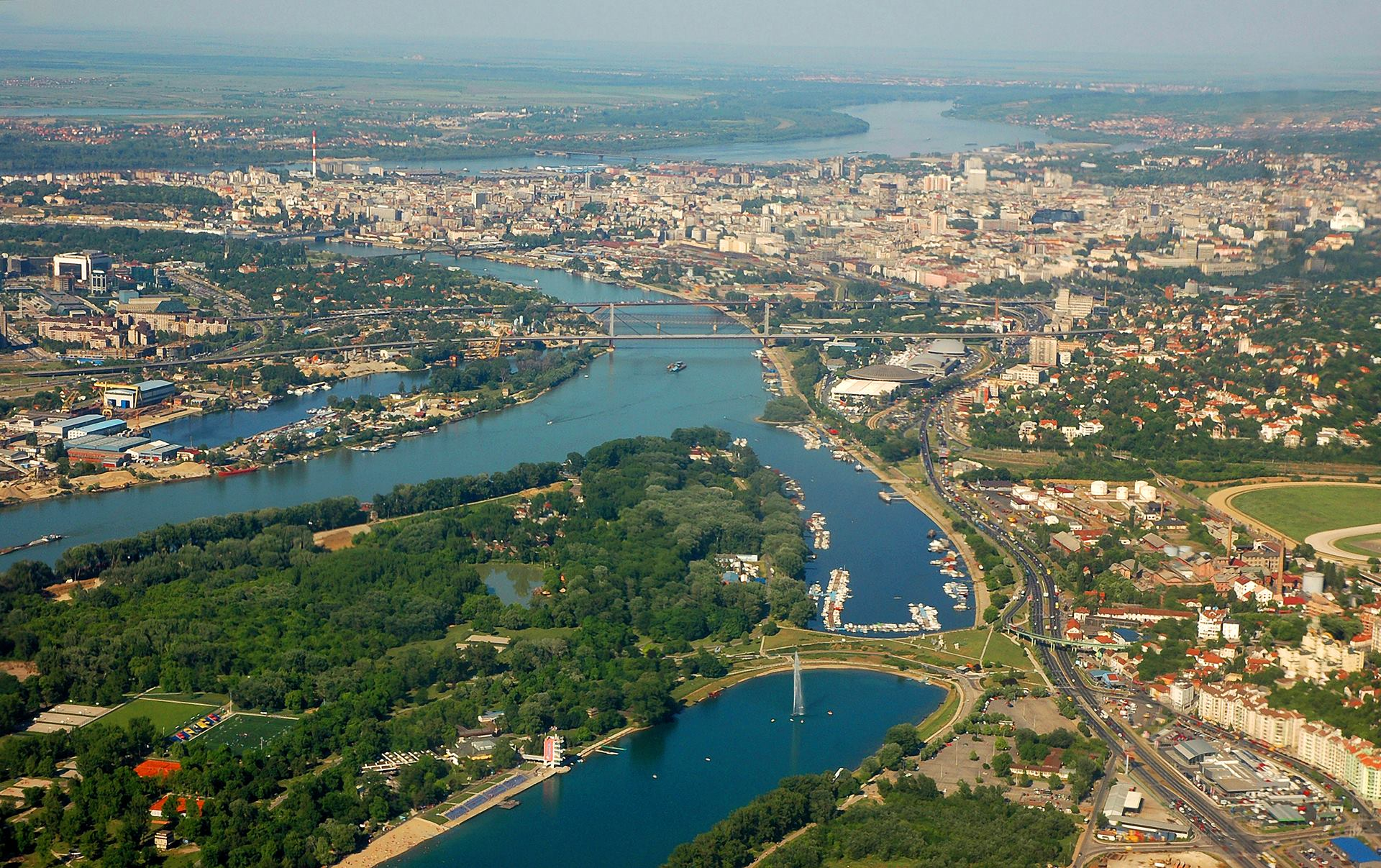
Belgrad

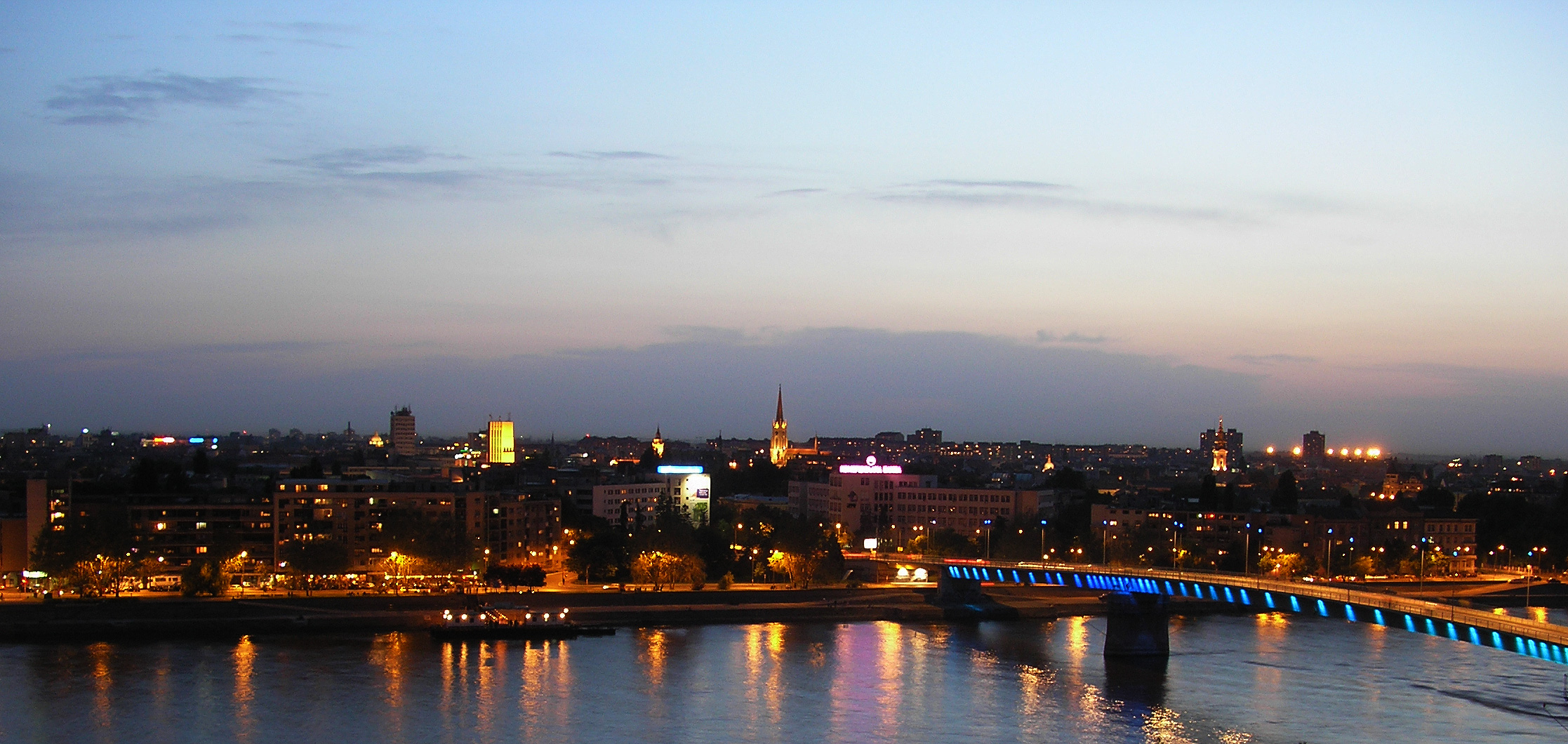
Novi Sad

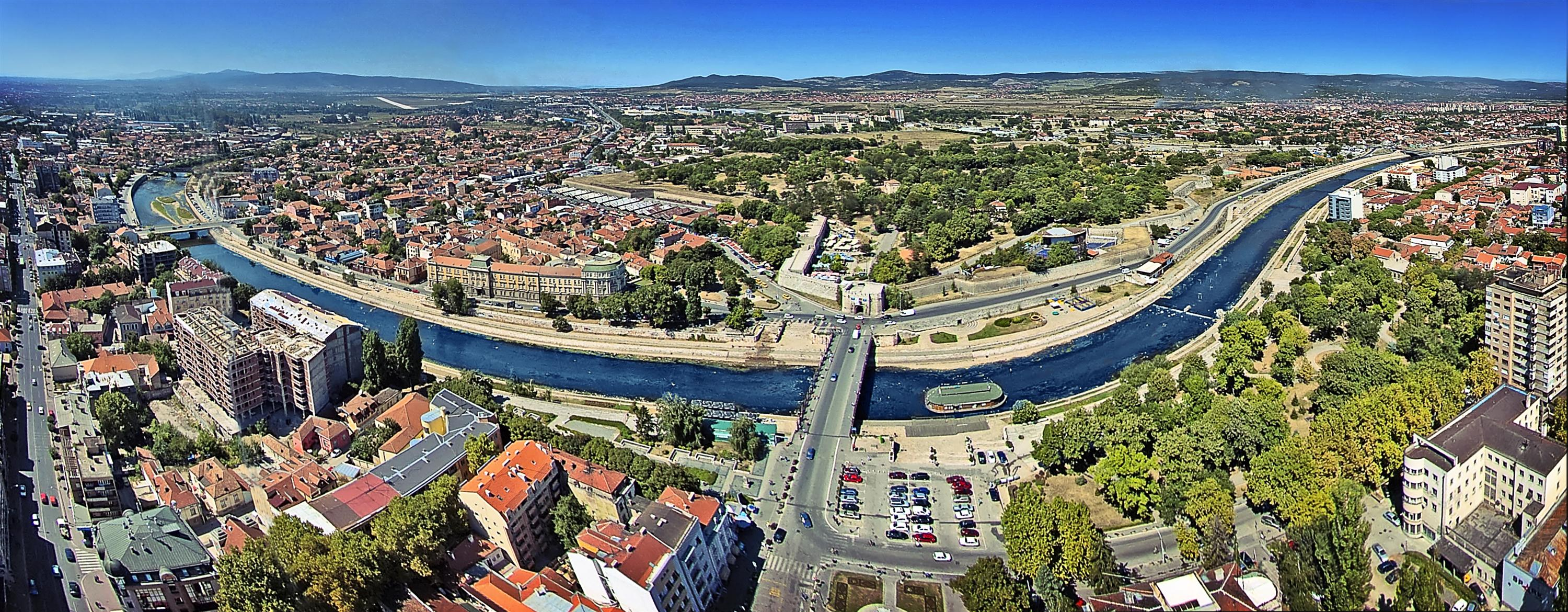
Niš

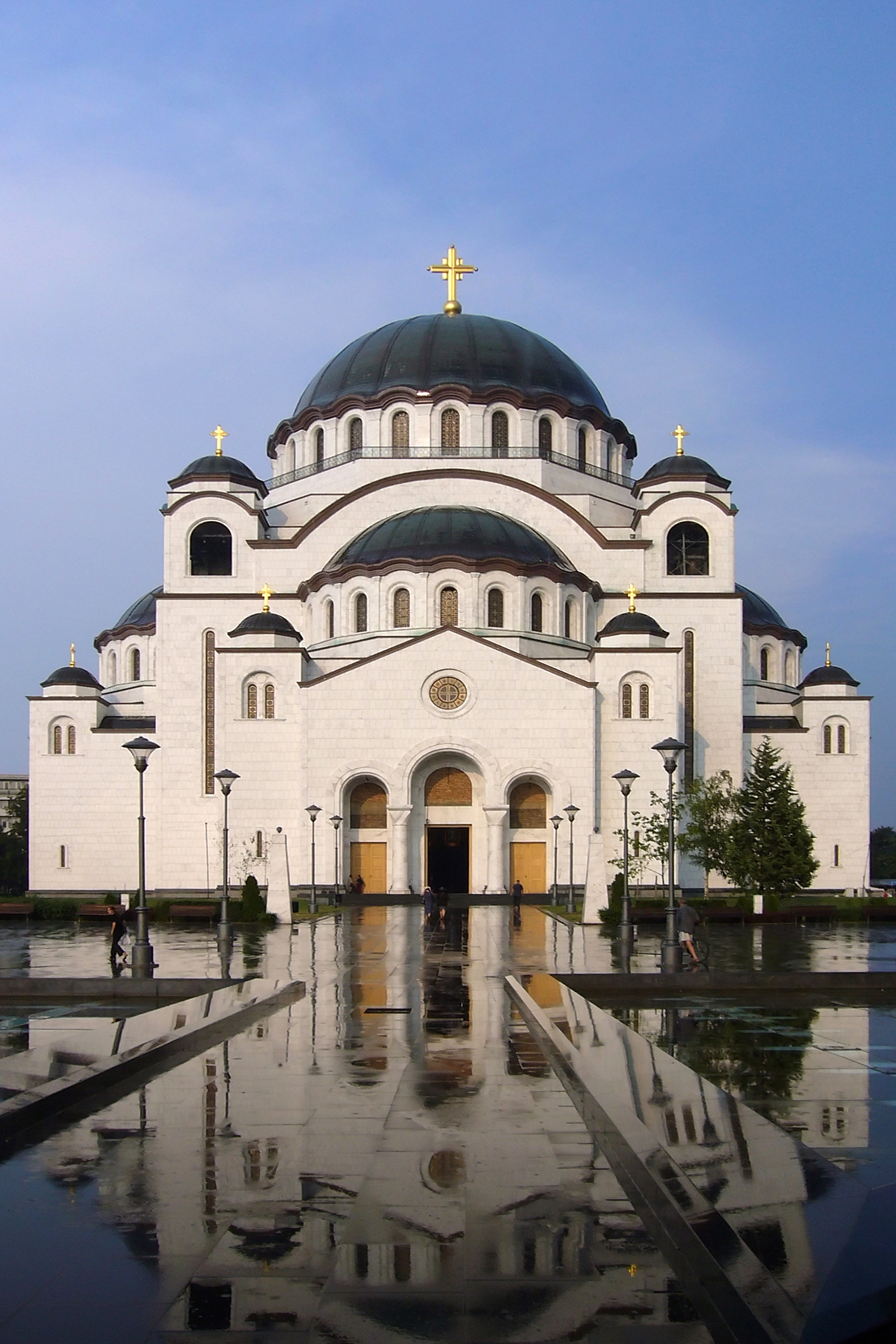
Dom des Heiligen Sava, auch als serbisches Taj Mahal bekannt.

Der Tourismus in Serbien ist ein wachsender und immer wichtiger werdender Zweig der Wirtschaft Serbiens. Im Jahre 2013 wurden 2,2 Millionen Besucher in Serbien gezählt. Obwohl Serbien keinen Zugang zur Adria oder anderen Meeren besitzt, ist es landschaftlich, kulturell und historisch außerordentlich vielfältig. Zahlreiche Festungen, Burgen und Sakralbauten, Städte, Dörfer und Ortschaften sowie Naturlandschaften und Veranstaltungen werden von Reisenden aufgesucht.
Im Jahr 2024 wurden in Serbien 4,4 Millionen Touristen gezählt, davon waren 55 % aus dem Ausland.
Der Tourismus in Serbien ist vielfältig und gliedert sich in verschiedene Bereiche, zu denen besonders der Land-, Natur- und Ökotourismus sowie der Sanfte, der Slow und Kulturtourismus zählt, aber auch der übliche Erholungs- und Badeurlaub sowie Wintersport, Kreuzfahrten und Bootstouren, Jagd- und Angeltourismus, oder Besonderheiten wie Fahrrad-, Rucksack- und Weintourismus, aber auch Medizintourismus.
Das Land verfügt über sechs Nationalparks, 20 Naturparks und rund 590 Naturschutzgebiete und Naturreservate mit einer Gesamtfläche von 7315,08 Quadratkilometern, womit mehr als 8 Prozent der Fläche Serbiens unter Naturschutz stehen. Im Vergleich dazu sind es in Deutschland 3,6 Prozent. Die Landschaft dieser Gebiete erhielt vor allem Schutz vor Entwicklungsprojekten. Ein Grund dafür besteht auch darin, dass Serbien zu 30 Prozent bewaldet und der Großteil davon naturbelassen ist. Des Weiteren sind acht Orte Serbiens in der Ramsar-Konvention für die Erhaltung von Feuchtgebieten aufgelistet.
Die touristischen Hauptziele in Serbien sind vor allem die Hauptstadt Belgrad sowie die weiteren Großstädte Novi Sad, Niš, Kragujevac und Subotica, aber auch kleinere Städte wie Jagodina, Užice, Požarevac sowie zahlreiche Kurorte, darunter Vrnjačka Banja und Sokobanja, oder die Gebirge Kopaonik und Zlatibor sowie die Donau, die mit Kreuzfahrtschiffen und Booten befahren wird.
Des Weiteren bietet Serbien zahlreiche Festungen und Klosteranlagen sowie eine Vielzahl von Seen und Schluchten, von denen das Eiserne Tor das größte in Europa ist sowie archäologische Fundstätte wie Mediana, Iustiniana Prima oder der Lepenski Vir. Viele dieser geografischen Besonderheiten sind als UNESCO-Welterbe unter Schutz gestellt.

## Einleitung

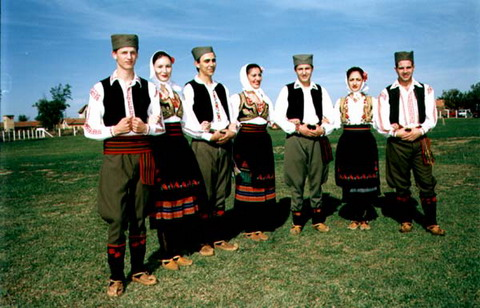
Serben in Trachten der Šumadija-Region.

Serbien und seine Bevölkerung befand sich immer zwischen Ost und West, nicht nur im geographischen Sinne, sondern auch politisch und kulturell. Zuerst lag es zwischen dem Byzantinischen und dem Römischen Reich und danach zwischen dem Osmanischen Reich und dem westlichen Christentum. Auch in der Zeit Jugoslawiens standen die Bewohner dieser Region zwischen dem Warschauer Pakt und den NATO-Staaten. Durch die jugoslawische Ablehnung des Stalinismus und als Versammlungsort der Blockfreie Staaten war das Land mit seiner Hauptstadt Belgrad in der Zeit des Kalten Krieges ein bedeutendes politisches Zentrum.
Das damalige kommunistische Regime war gegenüber touristischen Aktivitäten sehr offen. Während der Jugoslawienkriege (1991–1995) sank die Anzahl ausländische Touristen, jedoch wurde Serbien weiterhin besucht, weil das Land, bis auf den Kosovokrieg 1999, von Auseinandersetzung weitestgehend verschont blieb. Dazu waren die Kämpfe, bis auf die Operation Allied Force der NATO, nur auf den Kosovo beschränkt. Seit Kriegsende erholten sich die Zahlen und man registrierte wieder einen Anstieg der Besucher.
Ebenfalls fand ein enormer Anstieg im Ausbau der touristischen Infrastruktur statt und im Ausland wurden diverse Reiseführer veröffentlicht. Seither hat eine rasante Entwicklung eingesetzt. In zahlreichen Städten und Bergregionen wurden neue Hotels und touristische Einrichtungen gebaut. Die Zahl serbischer Touristen aus dem In- und Ausland nimmt seither stetig zu. Besonders in den letzten Jahren nahm auch die Anzahl ausländischer Touristen wieder zu.

## Daten und Fakten
2013 besuchten insgesamt 2.192.435 Millionen Touristen Serbien, davon waren 42 Prozent ausländische Besucher. Die Besucherzahl stieg im Vergleich zu 2012 um 5,4 Prozent. Ebenfalls wurde ein Anstieg von 1,3 Prozent der Übernachtungen verbucht, die insgesamt 6.567.460 Millionen betrugen. Die Zahl der ausländischen Touristen stieg um 13,8 Prozent und belief sich auf 921.768 Tausend mit insgesamt 1.988.393 Millionen Übernachtungen, die ebenfalls im Vergleich zum Vorjahr um 10,7 Prozent anstieg. Darunter kamen 155.868 aus Bosnien und Herzegowina, 137.520 aus Montenegro, 121.997 aus Slowenien, 120.899 aus Russland, 107.840 aus Deutschland sowie über 100.000 Touristen aus Italien und Kroatien.
Das meistbesuchte Reiseziel im Vergleich zum Vorjahr blieb Belgrad, gefolgt von Novi Sad, dem Gebirge Zlatibor, den Kurorten Vrnjačka Banja und Sokobanja sowie das Kopaonik-Gebirge. 2014 besuchten bis Ende Februar 240.782 Touristen Serbien. Die Besucherzahl stieg im Vergleich zum Ende Februar des Vorjahres um 3 Prozent. Davon waren 40 Prozent ausländische Besucher, ein Anstieg um 15 Prozent im Vergleich zum Vorjahr. Die meistbesuchte Destination waren bis dahin weiterhin Belgrad und Novi Sad. Aufgrund des kontinuierlichen, jahrelangen Anstiegs der Touristen in Serbien, geht man nach Schätzungen davon aus, dass bis Ende 2014 insgesamt 2,5 bis 2,8 Millionen Touristen Serbien besuchen werden, sowie die eine-Million-Marke an ausländischen Besuchern erstmals seit dem Zerfall des sozialistischen Jugoslawien wieder erreicht wird.

## Heilbäder und Kurorte

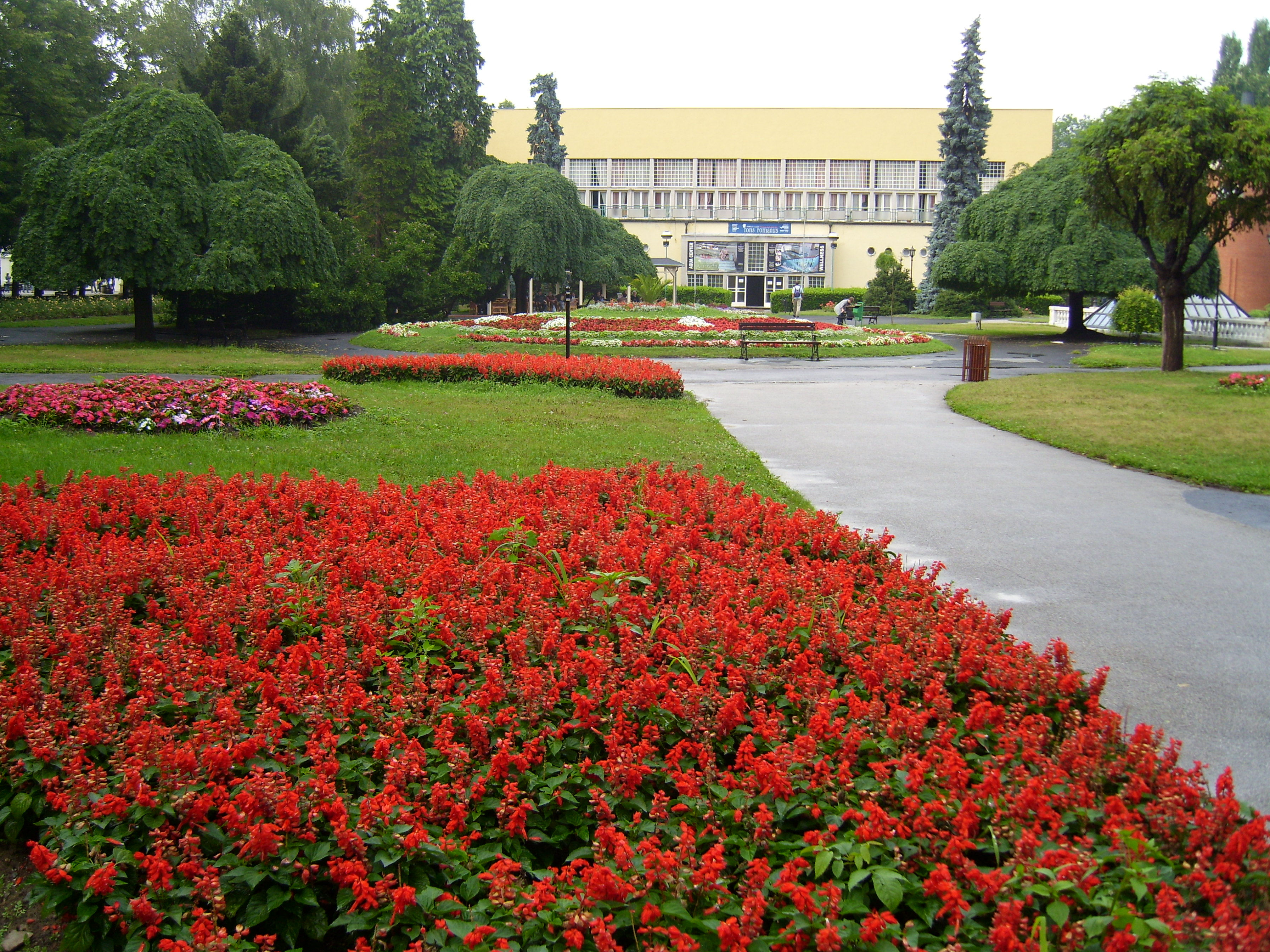
Vrnjačka Banja

In Serbien gibt es über 1000 kalte und warme Mineralquellen und einen großen Reichtum an natürlichen Mineralgasen und Heilerde oder Heilschlamm. In über 53 Thermalbädern, wovon einige bereits den Römern bekannt waren, wurden Kurbehandlung für ein breites Spektrum gesundheitlicher Beschwerden und Krankheiten entwickelt, die durch das Trinken von Heilwässern oder durch Heilbäder unterstützt werden. Neben den Bädern gibt es in Serbien auch Luftkurorte, die wegen ihrer günstigen klimatischen und geografischen Lage zu Kurorten erklärt wurden.
Die Bäder Serbiens befinden sich hauptsächlich in Tälern oder auf Hügelhängen, umgeben von Wäldern, Wiesen und Obstgärten. Die natürliche Landschaft der Bäder ist durch Parks und Wanderwege ergänzt. Moderne Unterkünfte, Sportplätze und Schwimmbäder ergänzen die grundlegenden Gesundheitseinrichtungen in den Heilbädern, aber auch Einrichtungen für verschiedene Sportarten, Massagesalons und Fitnesszentren. In den vergangenen Jahren wurden Wellnessprogramme in den serbischen Kurorten besonders beliebt. Die Bäder sind auch für Kongresse und Seminare sowie für Sportmannschaften ausgestattet. Die Umgebung der Thermen enthalten zahlreiche kulturelle, historische und andere Sehenswürdigkeiten. Zudem finden dort das ganze Jahr über eine Vielzahl von Veranstaltungen statt. Die bekanntesten Kurorte sind Vrnjačka Banja, Sokobanja und Niška Banja.

## Bergtourismus und Wintersport

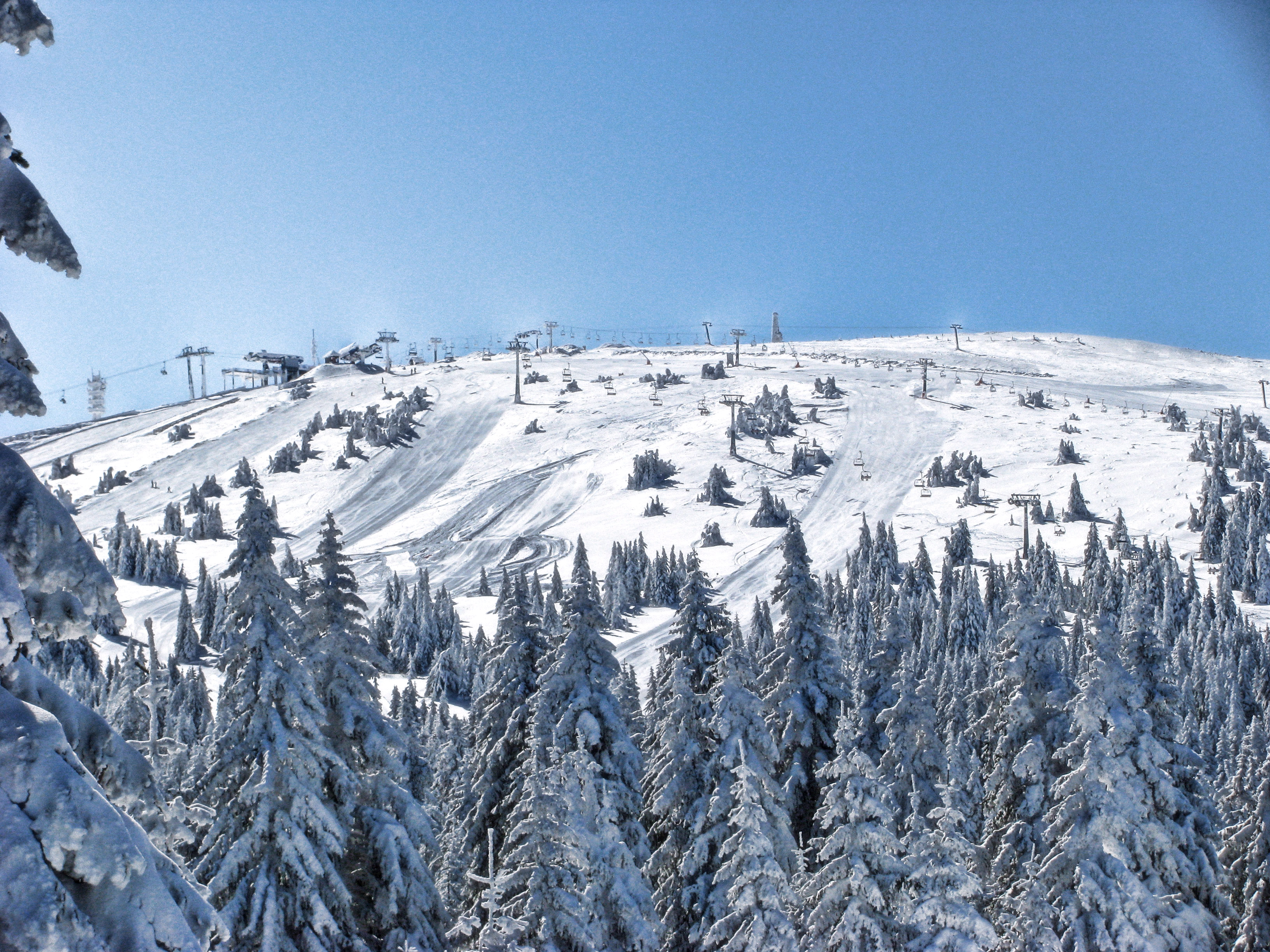
Kopaonik

Mehrheitlich wird Serbien von Bergen dominiert, von den pannonischen Hügeln im Norden bis hin zu den Grenzen ihrer Nachbarländer im Süden. Die Gebirge Serbiens gehören zum Rhodopen-, Karpaten- und Balkangebirge sowie zu der dinarischen Gebirgskette. Als besonders naturreich gelten Zlatibor, Zlatar und Rajac. Einige Berge sind im Rahmen von sechs Nationalparks geschützt oder zu Naturparks erklärt worden. Manche wurden dank des außergewöhnlichen Klimas zu Luftkurorten erklärt. Sowohl im Sommer als auch im Winter werden die Berge bestiegen. Die Erkundung von Karsthöhlen und Schluchten sowie Wintersport ist in den Gebirgen für Touristen möglich. Dafür bekannt ist besonders das Gebirge Kopaonik. Die Beherbergungsmöglichkeiten sind ebenfalls vielfältig, von Viersternehotels bis zu Waldhütten und Jugendherbergen. Besonders im Sommer sind die serbischen Berge bei mitteleuropäischen Wanderern beliebtes Ziel für Trekking in naturbelassenen Landschaften.

## Serbische Volksparks

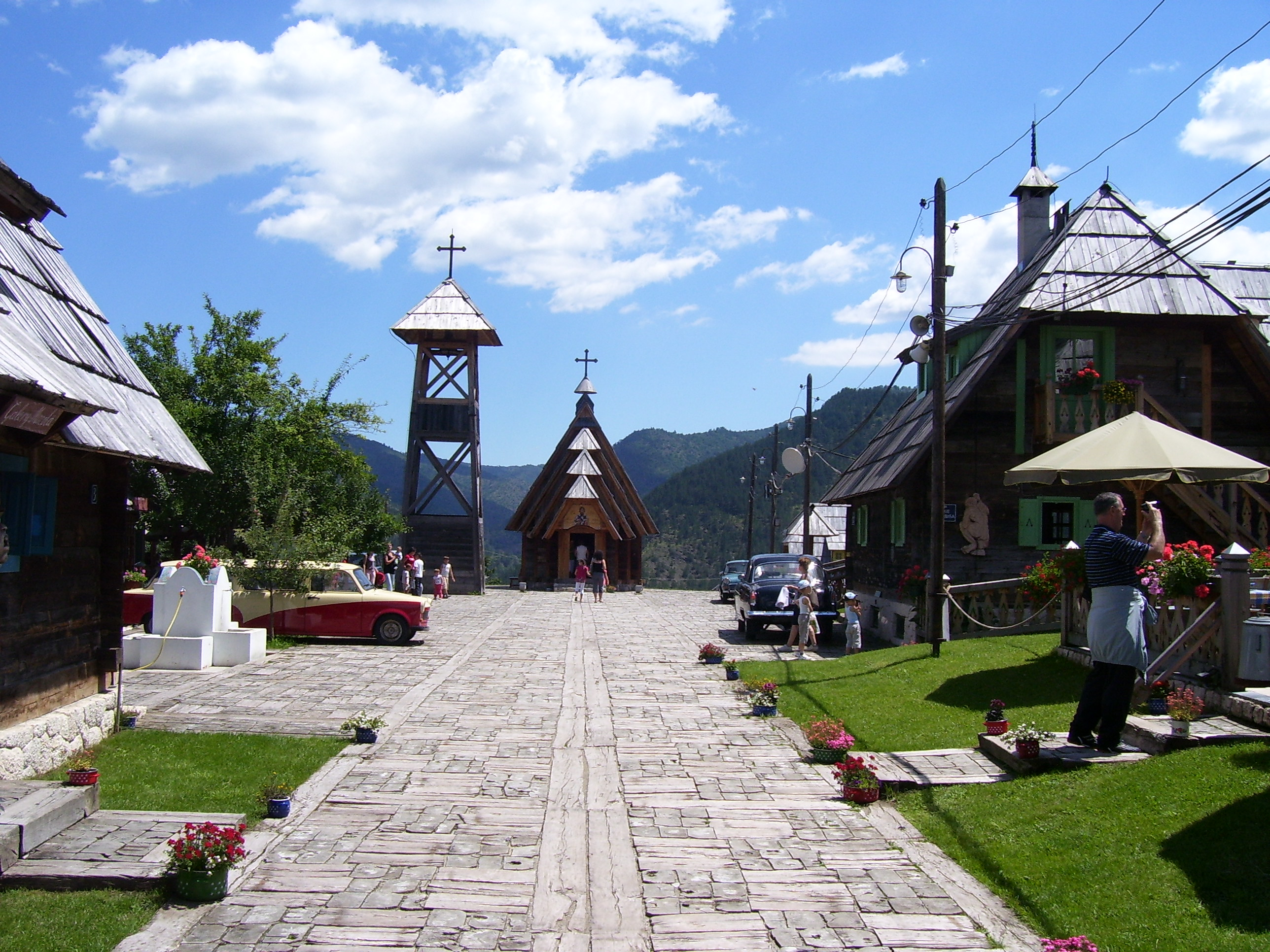
Drvengrad

Die Volksparks in Serbien entstanden zum Schutz der landestypischen Architektur und dem serbischen Ethnostil. Im Gegensatz zu den ursprünglichen serbischen Dörfern, gelten diese als Freiluftmuseen, die Gebäude von kultureller und historischer Bedeutung beinhalten, in denen aber kein Alltagsleben mehr stattfindet. Es handelt sich um rekonstruierte serbische Dörfer der vergangenen beiden Jahrhunderte, die hauptsächlich aus Holz und Stein erbaut wurden.
In den Höfen befinden sich Scheunen und andere Nebengebäude, welche das ehemalige Dorfleben widerspiegeln. Manche Volksparks verfügen darüber hinaus über Weinkeller, Pferdekoppeln und ständige Museumsausstellungen. An einem der Hänge der Mokra Gora wurde der Volkspark Drvengrad erbaut, eine Schöpfung des Filmregisseurs Emir Kusturica, in welchem es ein Restaurant, ein Kino und eine Galerie gibt. Weitere besuchte Ethnodörfer sind Divljakovac und Beli Kamen. Im archäologisch ausgerichteten Volkspark im Dorf Ravna, acht Kilometer nördlich von Knjaževac, nahe der römischen Festung Timacum Minus, befindet sich in der Dorfschule eine Forschungseinrichtung.

## Festungen an der Donau

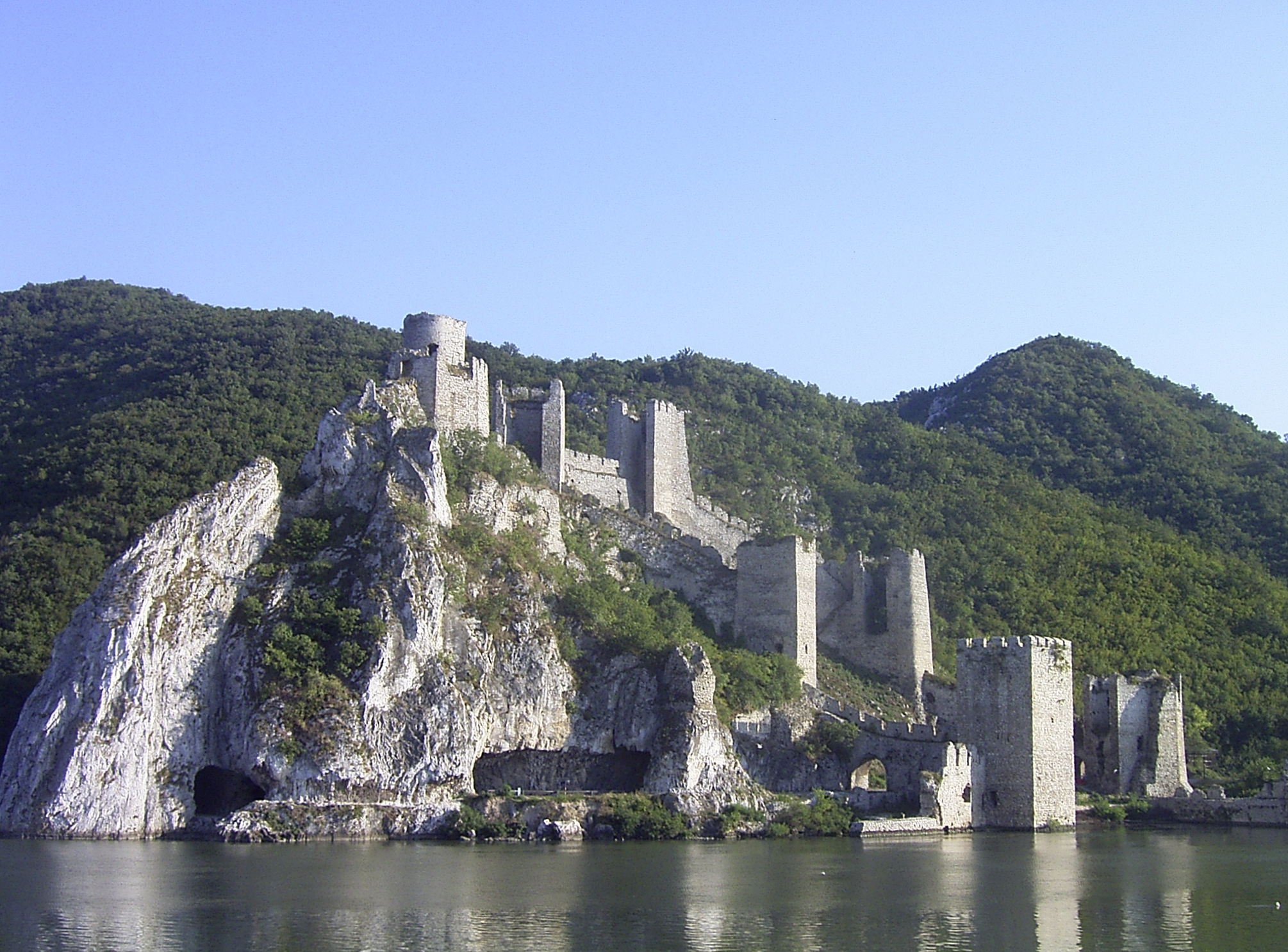
Festung Golubac an der Donau.

Der zentrale Teil Südosteuropas war lange Zeit Treffpunkt verschiedener Kulturen, Handelskarawanen und Truppen auf Feldzügen. Die Überreste von Befestigungsanlagen sind Zeugen dieser Ereignisse und spiegeln die Entwicklung europäischer Militärarchitektur von der Antike bis in die Gegenwart wider. Wegen der geografischen Lage des Donautals errichteten das Römische-, Serbische- und Osmanisches Reich von der Batschka bis zum Eisernen Tor flussabwärts eine große Anzahl von Festungsanlagen entlang des Flussufers. Die bekanntesten sind die Festung von Belgrad, das Wahrzeichen der Stadt, die Festung Petrovaradin in Novi Sad, auch als „Gibraltar der Donau“ bekannt und einst die größte Festung Europas im 17. Jahrhundert sowie die Festung Golubac, die den Beinamen Taubenstadt trägt.

## Nationale und internationale Veranstaltungen
Serbien, vor allem Belgrad, war in den letzten Jahrzehnten Gastgeber verschiedener internationaler Großveranstaltungen mit einer Vielzahl ausländischer Teilnehmer, die mit hohen Sicherheits- und organisatorischen Anforderungen verbunden waren. Weltweit bekannte Veranstaltungen sind der Exit, das Guča-Trompetenfestival und der Karneval von Vrnjačka Banja.

## Weltkultur- und Weltdokumentenerbe sowie Biosphärenreservat

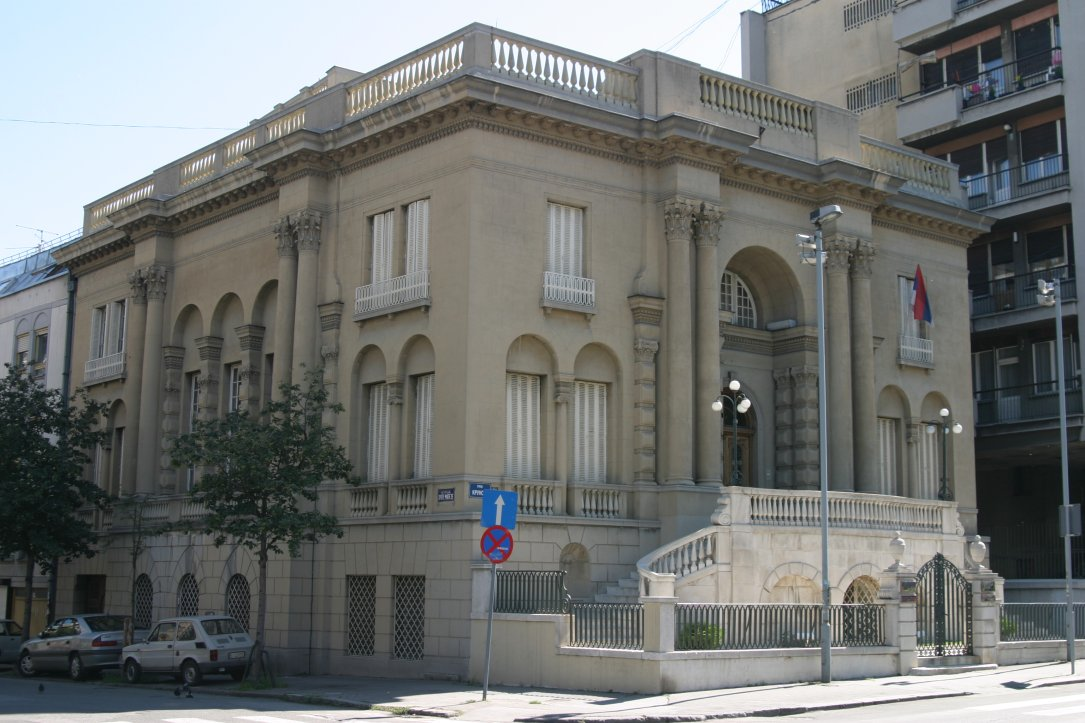
Nikola-Tesla-Museum

Die Liste des Welterbes umfasst über 1000 Denkmäler von kulturellem und naturräumlichem Wert aus der ganzen Welt, die von der UNESCO aufgrund ihrer Einzigartigkeit, Authentizität und Integrität weltbedeutend sind. Bei der Auswahl der Orte, die Serbien für eine Aufnahme in die Liste des Welterbes vorgestellt hatte, wurde der Schwerpunkt auf Serbiens mittelalterliches Erbe gelegt, im Besonderen auf Klöster der serbisch-orthodoxen Kirche und dessen königliche Grabstätten mit Einflüssen der romanischen- und byzantinischen Kunst sowie erkennbar serbischen Merkmalen, der auch als serbisch-byzantinischer Stil bekannt ist und architektonisch besonders durch die Raška-, Mazedonische- und Morava-Schule geprägt wurde.
Zu den bisher auf der Liste des UNESCO-Welterbes geführten Stätten zählen das Kloster Studenica, die mittelalterliche Stadt Stari Ras mit dem Kloster Sopoćani und der Peterskirche, die archäologische Ausgrabungsstätte Romuliana (Gamzigrad) sowie die mittelalterliche Sakralbauten und Denkmäler der serbischen Kultur im Kosovo, zu denen die Klöster Visoki Dečani und Gračanica zählen, sowie das Patriarchenkloster Peć und die Kirche der Jungfrau von Ljeviša.

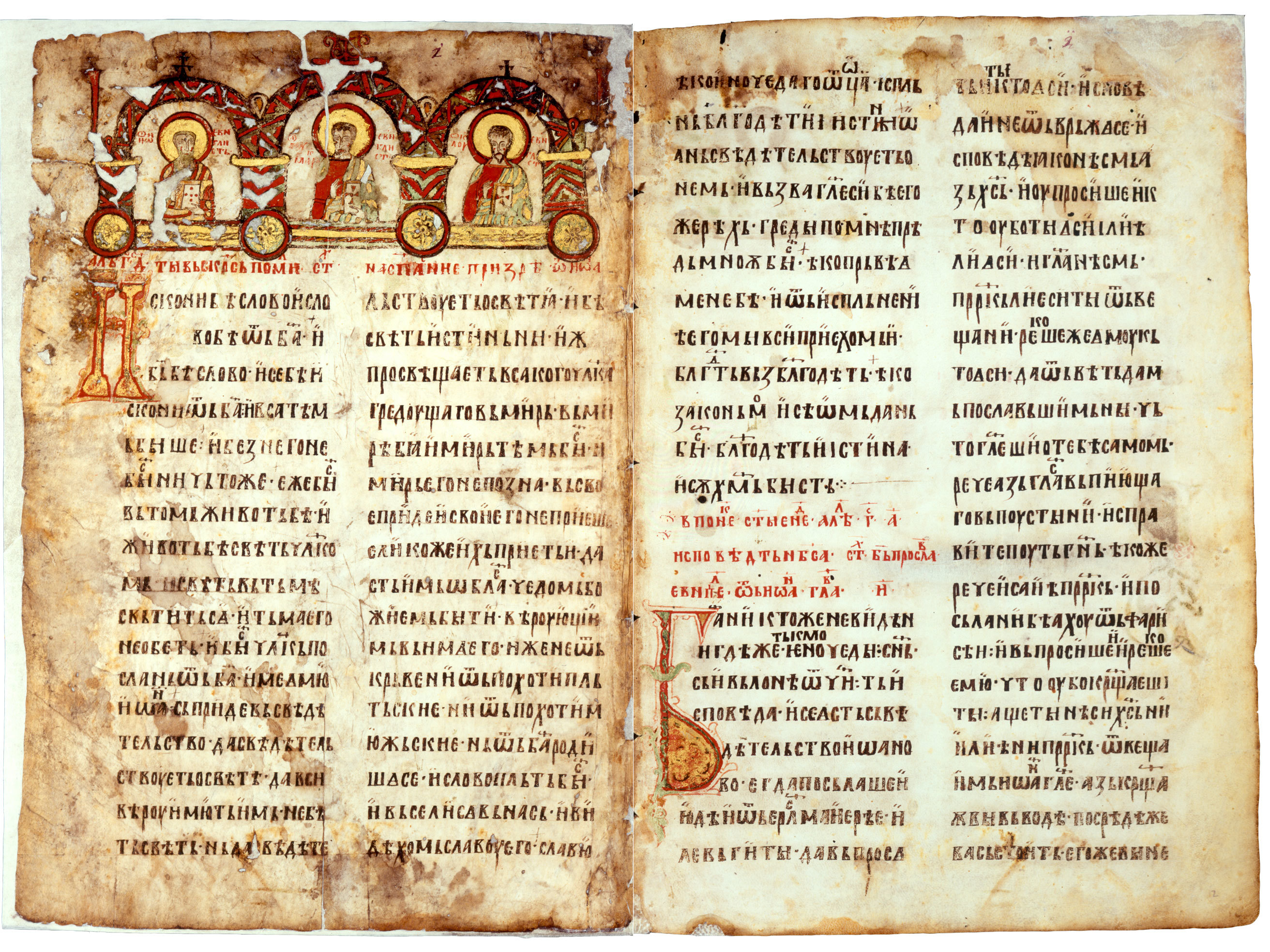
Das Miroslav-Evangelium

Zum Weltdokumentenerbe gehören das sich im Nikola-Tesla-Museum von Belgrad befindende Archiv des Erfinders, Physikers und Elektroingenieurs Nikola Tesla und seit 2005 das Miroslav-Evangelium, ein liturgisches Buch aus Pergament, das in der zweiten Hälfte des 12. Jahrhunderts entstanden ist. Es gehört zu den ältesten noch erhaltenen illustrierten Handschriften in kyrillischer Schrift, welche in Stil und Ikonografie durch eine Mischung von italienischen und byzantinischen Einflüssen geprägt sind. Der Rat des UNESCO-Biosphärenreservat hat darüber hinaus den Naturpark Golija zum Biosphärenreservat erklärt. Bei der UNESCO ist Serbien mit einem eigenen Botschafter vertreten.

## Archäologische Stätten

### Prähistorisches und Antikes Erbe

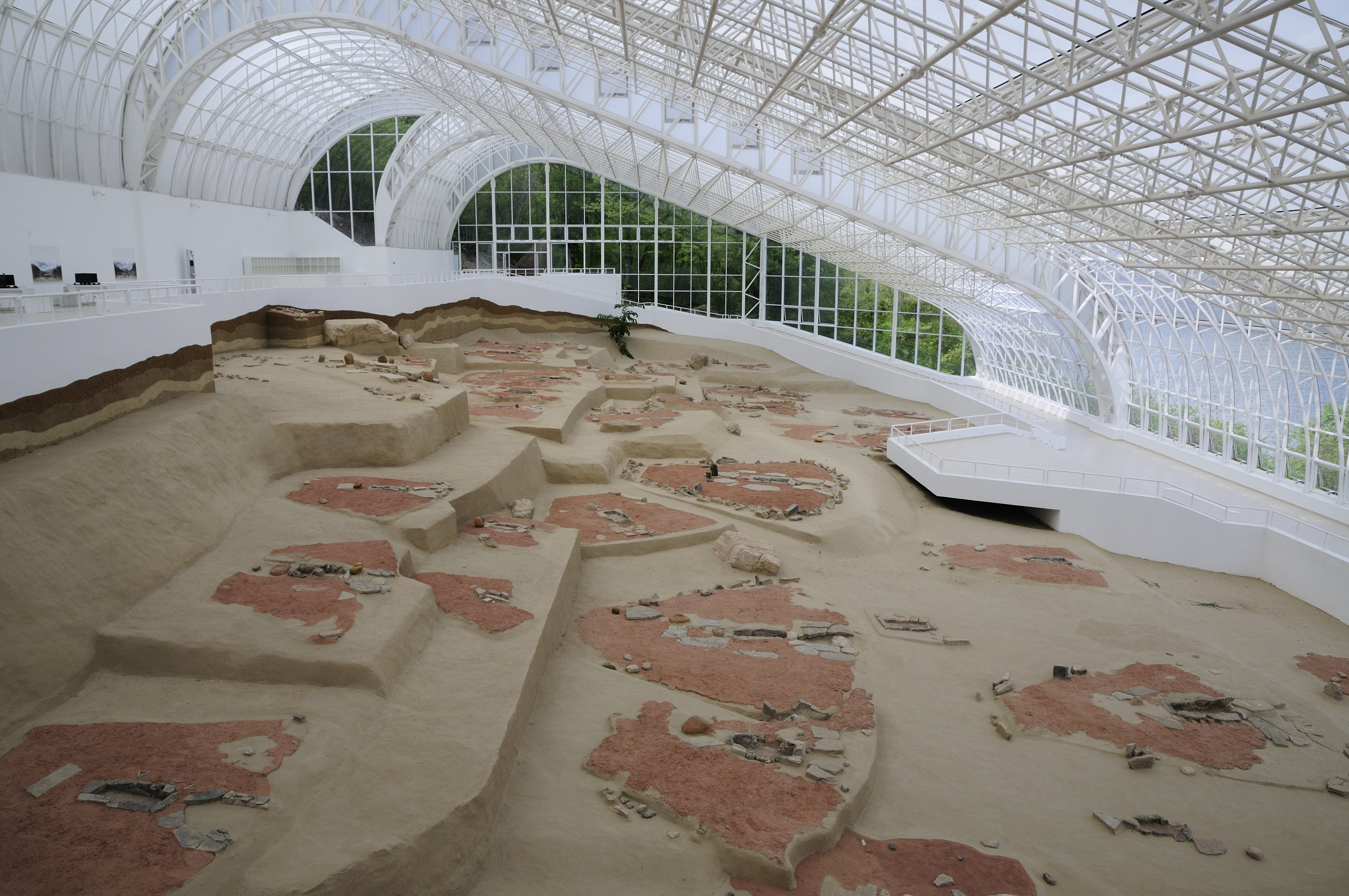
Teil der Ausgrabungsstätte Lepenski Vir unter dem Glasdach.

Das Gebiet des heutigen Serbien ist reich an Spuren antiker Zivilisationen. Neben archäologischen Stätten, die die menschliche Existenz bis in die Urgeschichte belegen, gibt es zahlreiche paläontologische Tierfunde wie die des Mammut, Bisons und Riesenhirsches, die allesamt aus der Zeit des späten Pleistozäns stammen. So wurden 2009 bei Kostolac in unmittelbarer Nähe der römischen Ausgrabungsstätte Viminatium das Skelett eines ausgewachsenen Steppenmammuts sowie 2012 ein Mammutfriedhof mit sieben Mammut-Skeletten freigelegt. Die Funde sind in dem dort 2014 eröffnete Mammut-Park zu besichtigen, der sich 30 Meter unter der Erde befindet und in seiner architektur weltweit einzigartig ist.
Archäologische Belege der menschlichen Besiedlung Serbiens datieren zurück bis in die Altsteinzeit um 40.000 v. Chr. Die Funde des Landes variieren in zeitlichem Ursprung und Typus, darunter Werkzeuge, Waffen, Metallgefäße sowie Scherben von Tongefäßen. Die ältesten bekannten europäischen Zivilisationen stammen aus der Mittelsteinzeit und der späten Jungsteinzeit und deren Spuren fand man in Serbien, so im Lepenski Vir, die von der Starčevo-Kultur geprägt ist, und den zahlreichen Fundstätten rund um die Vinča-Kultur, so zuletzt der 7700 Jahre alte Hortfund von Belica, der umfassendste Schatzfund Europas des Frühneolithikums.

### Römisches Erbe

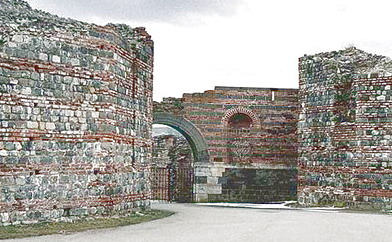
Palast des Galerius in Romuliana

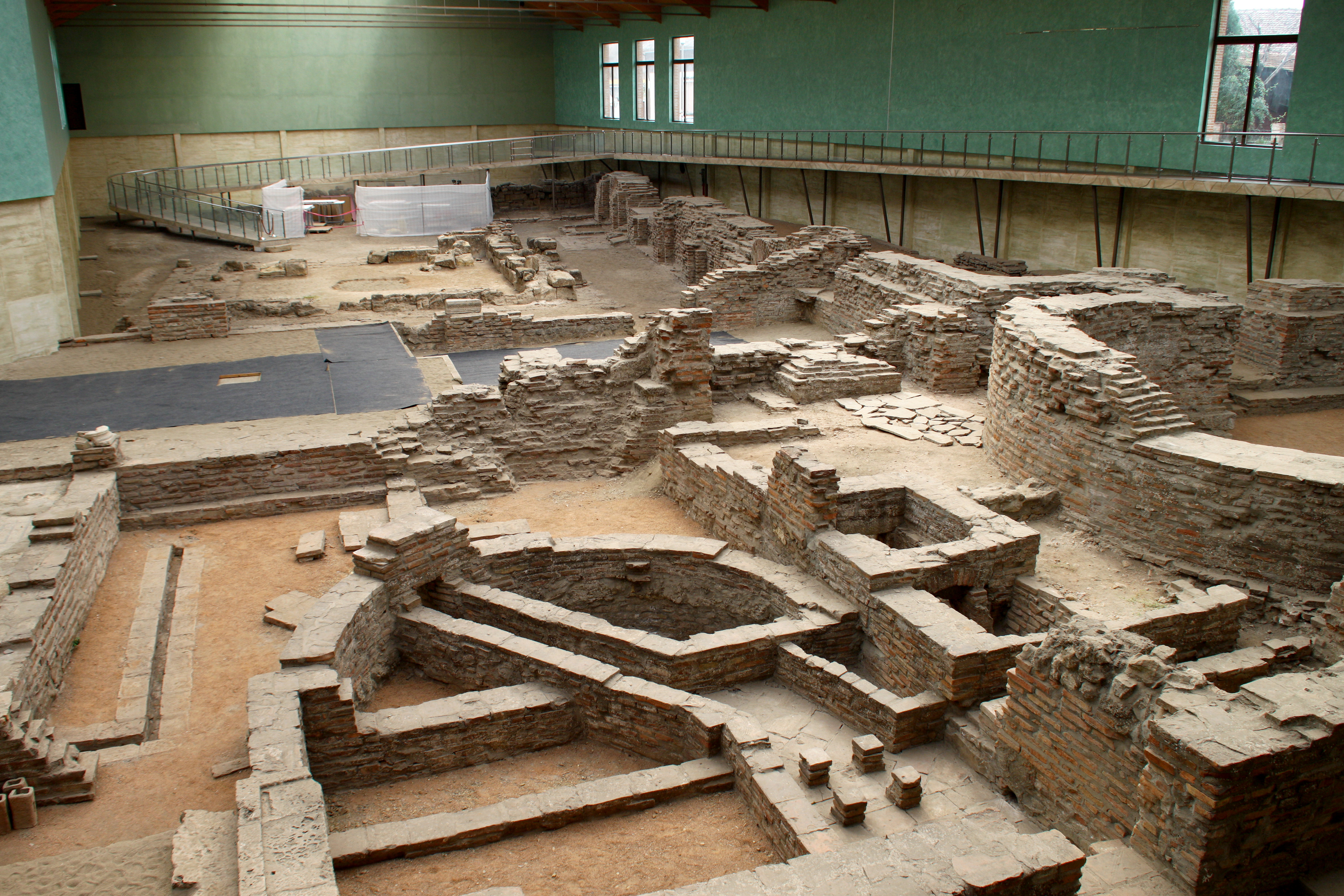
Kaiserpalast von Sirmium

Das antike Kulturerbe auf dem Gebiet Serbiens ist groß und stellen besonders die Überreste des Römischen Reiches dar. Aus dem heutigen Serbien entstammen 17, und damit ein Fünftel aller römischen Kaiser. Unter ihnen Aurelian, Probus und der in Niš geborene Konstantin der Große, der vor allem aufgrund der von ihm eingeleiteten konstantinischen Wende, mit der der Aufstieg des Christentums zur wichtigsten Religion im Reich begann, eine der bedeutendsten Figuren für die christliche Zivilisation ist. Große Gebiete Illyriens, die Provinzen Illyricum, obere Moesia und unteres Pannonien entsprachen ungefähr dem heutigen Serbien. Beginnend mit dem 3. Jahrhundert, entwickelten sich diese Gebiete zu einem zentralen Ort des Geschehens für das Römische Reich.
So umfasst die von Touristen begehrte Straße der Römischen Kaiser in Serbien antike römische Städte, Straßen, Ruinen, Artefakte und Entdeckungen unterschiedlichster Art, unter ihnen die archäologische Ausgrabungsstätte Gamzigrad bei Zaječar, die mit dem Galerius-Palast von Romuliana auf der Liste des Welterbes der UNESCO verzeichnet ist. Bisher wurden auch zwei Boote römischen Ursprungs in serbischen Flüssen gefunden. Eine der größten Militärfestungen an der Donau war Viminacium in der Nähe von Požarevac.
Die größte Römerbrücke über die Donau, die fast eineinhalb Kilometer lange Trajansbrücke, wurde in der Schlucht des Eisernen Tors errichtet. Nahe Sremska Mitrovica lag Sirmium, die älteste römische Stadt auf serbischem Boden. Weitere bedeutende römische Städte in Serbien sind Mediana in der Nähe von Niš, eine bedeutende archäologische Ausgrabungsstätte der spätrömischen Epoche, Iustiniana Prima bei Leskovac und Singidunum, das heutige Belgrad, die alle reich an römischen Hinterlassenschaften, aber auch an denen anderer Kulturen sind. Die Besichtigung dieser Ausgrabungsstätten dieser geschichtsträchtigen und beeindruckenden Hinterlassenschaften gilt als Highlight bei Kultur- und Geschichtsinteressierten.

## Religiöse Bauten und Mausoleen

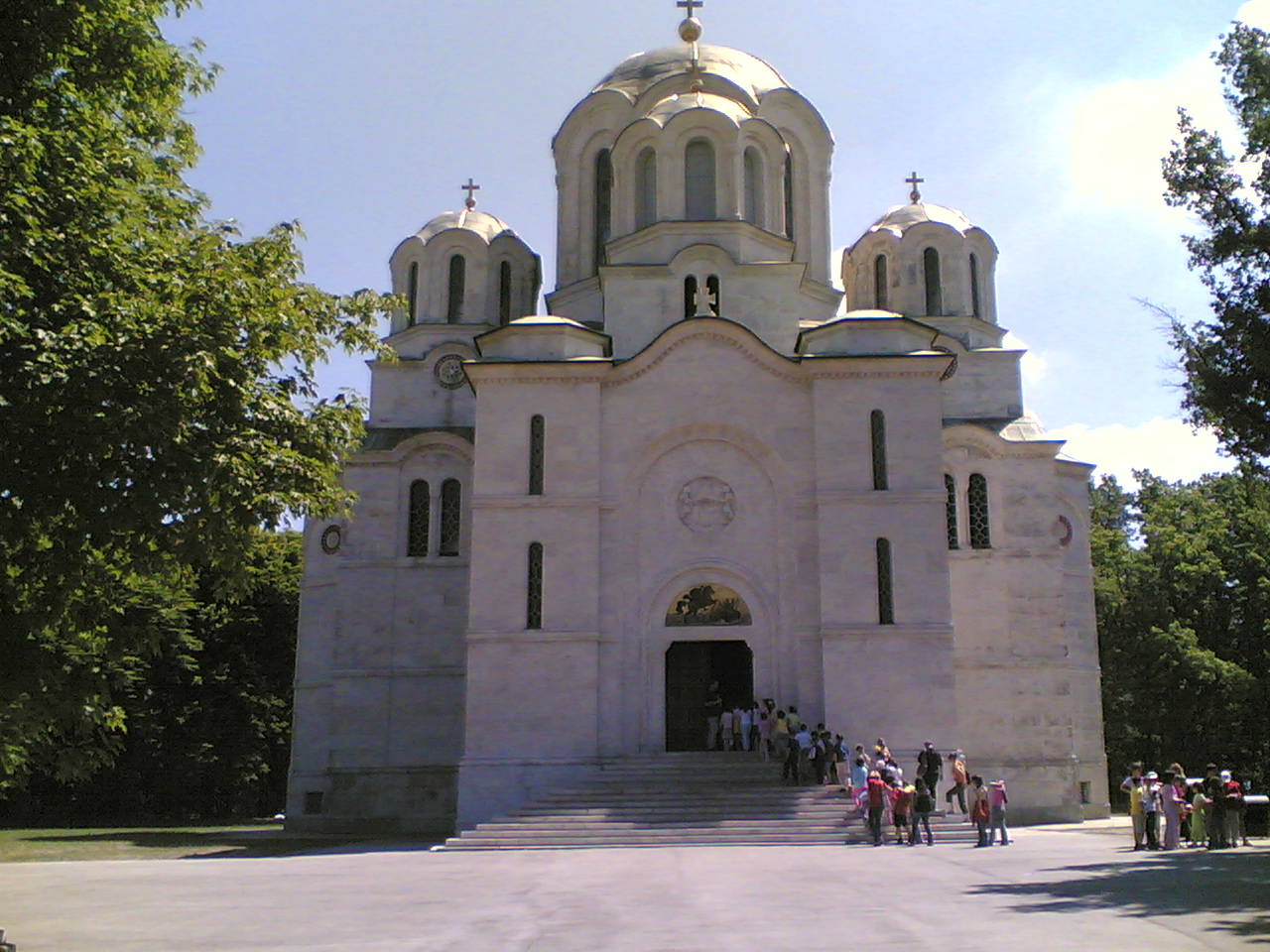
Kirche des Heiligen Georg in Oplenac

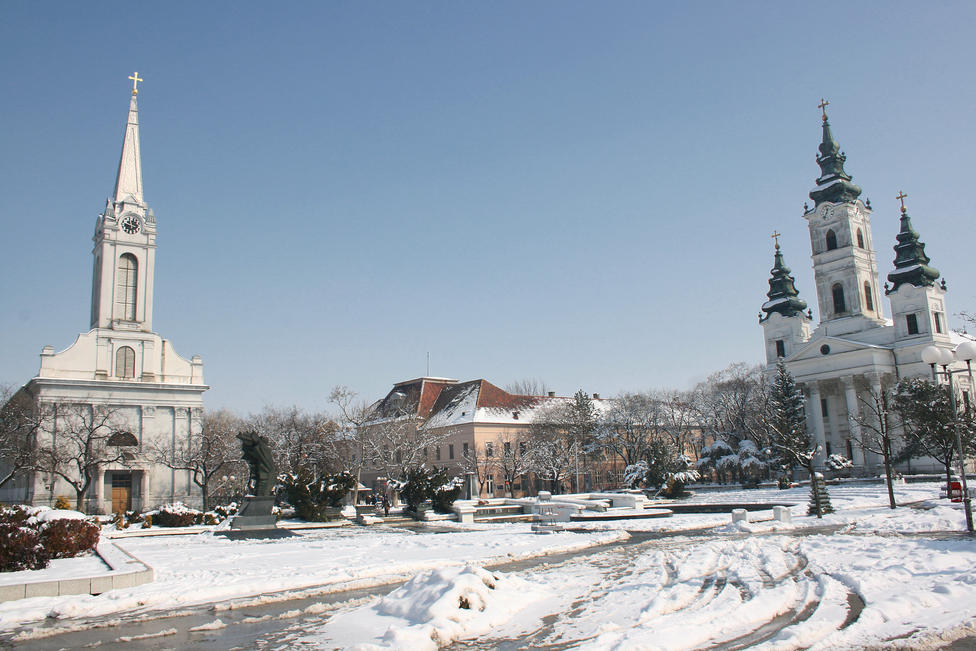
Serbisch-orthodoxen und katholischen Kirche in Bečej

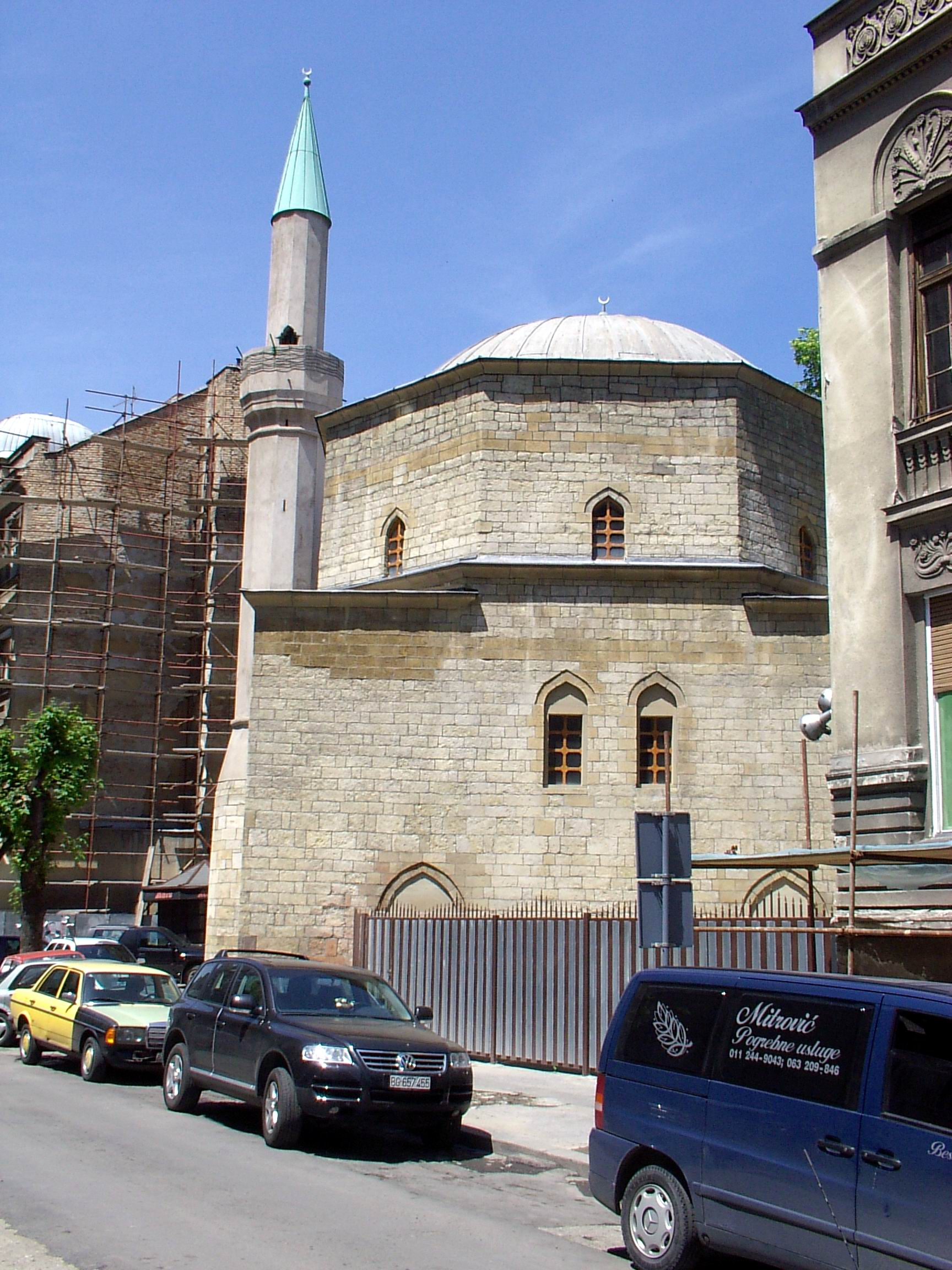
Bajrakli-Moschee in Belgrad

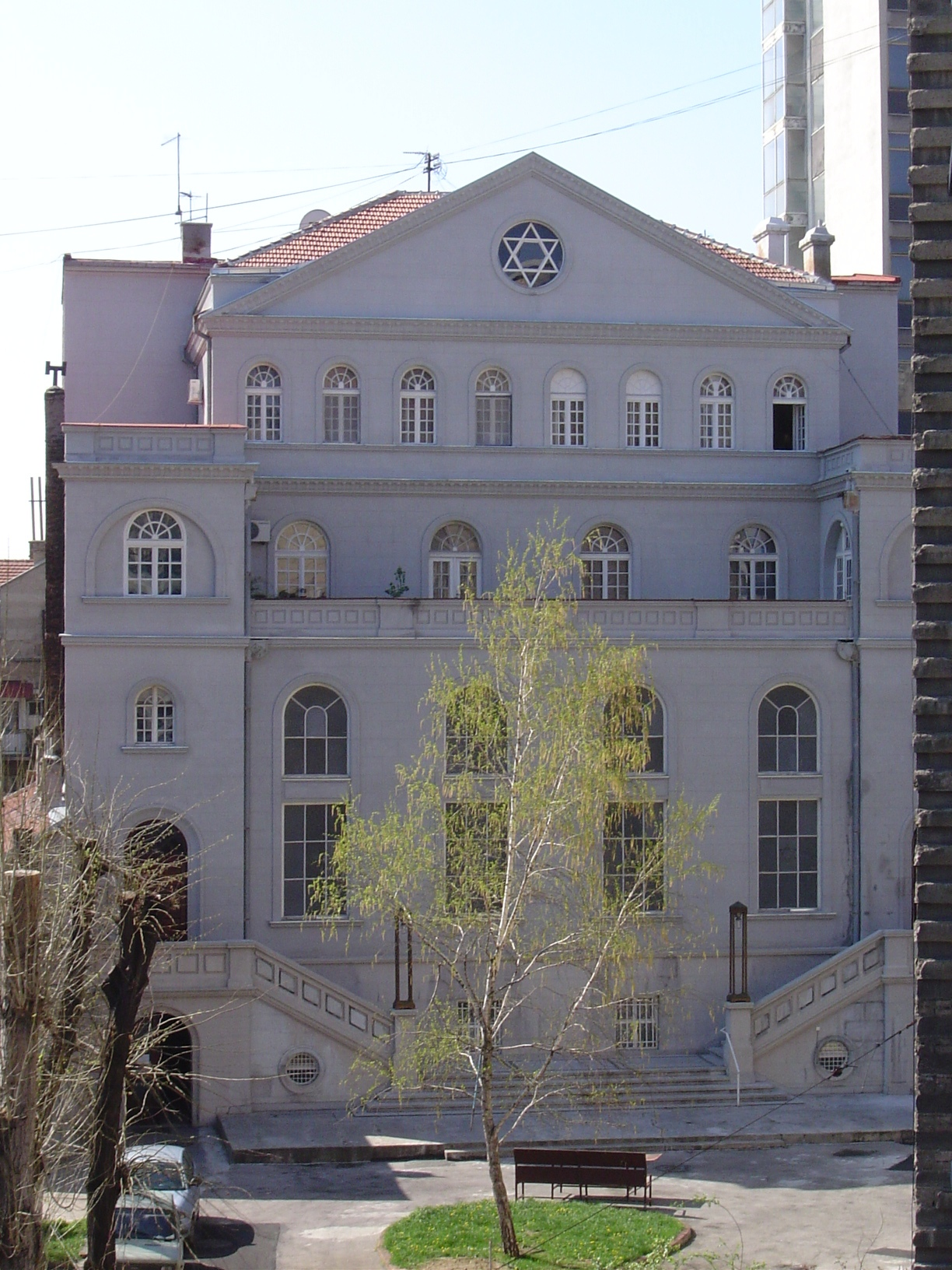
Belgrader Synagoge

Charakteristisch in ihrer Architektur und Bildhauerei, ihren Fresken, Ikonen, Handschriften und der Gebrauchskunst, sind die Klöster, Kirchen und königliche Grabstätten Serbiens, besonders die der serbisch-orthodoxen Kirche. Sie sind für Besucher und Touristen ein Anziehungspunkt, ebenso wie für Mittelalterexperten. Die Klöster zeichnen sich besonders durch ihre abwechslungsreiche Baukunst und Malerei aus. Romanik, byzantinischen- und serbischen Kunst, schufen den serbisch-byzantinischer Stil, eine Zusammenfassung dreier zeitlich aufeinanderfolgender Stilrichtungen, die der Raška-, Mazedonische- und Morava-Schule.
Die älteste Kirche in Serbien und das einzige völlig erhalten gebliebene Denkmal aus der Zeit vor den Nemanjiden, ist die im 9. Jahrhundert erbaute Peterskirche. Während des 12. und bis in das 14. Jahrhundert wurden Kirchen errichtet, deren bauliche Proportionen, Fassadengestaltung und Bildhauerei auf romanische Einflüsse schließen lassen, darunter etwa die Klöster Studenica, Banjska, Visoki Dečani, Gradac, Mileševa und Sopoćani. Diese Klöster werden der Raška-Schule zugerechnet. Während der ersten Hälfte des 14. Jahrhunderts entstanden Bauwerke wie das Kloster Gračanica.
Danach formte sich ein charakteristischer Architekturstil in der Gegend des Morava-Tals, die Morava-Schule, die jene bunten Fassaden und mit Reliefs verzierten Bauten wie die Klöster von Ravanica, Lazarica, Ljubostinja und Kalenić hervorbrachte. Eines der wichtigsten serbisch-orthodoxen Heiligtümer ist Hilandar, ein serbisches Kloster im nördlichen Teil des sogenannten Heiligen Berges, dem Berg Athos. Diese Mönchsrepublik besteht aus 20 Hauptklöstern und befindet sich auf der griechischen Halbinsel Chalkidiki. Dort entstand auch das Miroslav-Evangelium.
Weitere bekannte und besuchte orthodoxe Gotteshäuser sind das Kloster Mala Remeta, eines der 16 Klöster im Nationalpark Fruška Gora, die Klöster Manasija, Poganovo, Žiča sowie die Kirche des Heiligen Georg in Oplenac, in der sich das Mausoleum der serbischen Königsdynastie Karađorđević befindet. Die Kirche Hl. Großmärtyrer Georg in Smederevo sowie die Markuskirche und besonders der Dom des Heiligen Sava, auch als serbisches Taj Mahal bekannt, die größte Kirche Südosteuropas und eines der größten orthodoxen Gotteshäuser der Welt.
Die mittelalterlichen Klöster sind nicht nur typisch für die Landschaft Serbiens, sondern wahre Kunstsammlungen. Die Fresken und Ikonen der Kirchen bilden einen bedeutenden Teil des kulturellen, historischen und nationalen Reichtums und Erbe des Landes, so zählen auch einige zum UNESCO-Welterbe, darunter die Klöster Studenica und Sopoćani, die Peterskirche sowie die sich im Kosovo befindenden Klöster Visoki Dečani und Gračanica, das Patriarchenkloster Peć und die Kirche der Jungfrau von Ljeviša. Das Miroslav-Evangelium gehört hingegen zum Weltdokumentenerbe der UNESCO.
Neben den zahlreichen serbisch-orthodoxen Bauwerken gibt es auch welche andere Glaubensrichtungen, darunter die der römisch-katholischen Kirche, so die Marienkirche in Novi Sad, oder die des Islam, darunter die Bajrakli- und Altun-Alem-Moschee, ebenso wie die des Judentums, so die Synagoge von Belgrad, oder andere Sakralbauten. Darunter zählen der Kalmückische Buddhistische Tempel in Belgrad. Das Haus der Blumen hingegen, ist das Mausoleum des ehemaligen Staatspräsidenten des sozialistischen Jugoslawien, Josip Broz Tito. Es gehört heute zum Komplex des Museums der Geschichte Jugoslawiens, und wird jährlich von mehreren 10.000 Menschen besucht.

## Nationalparks

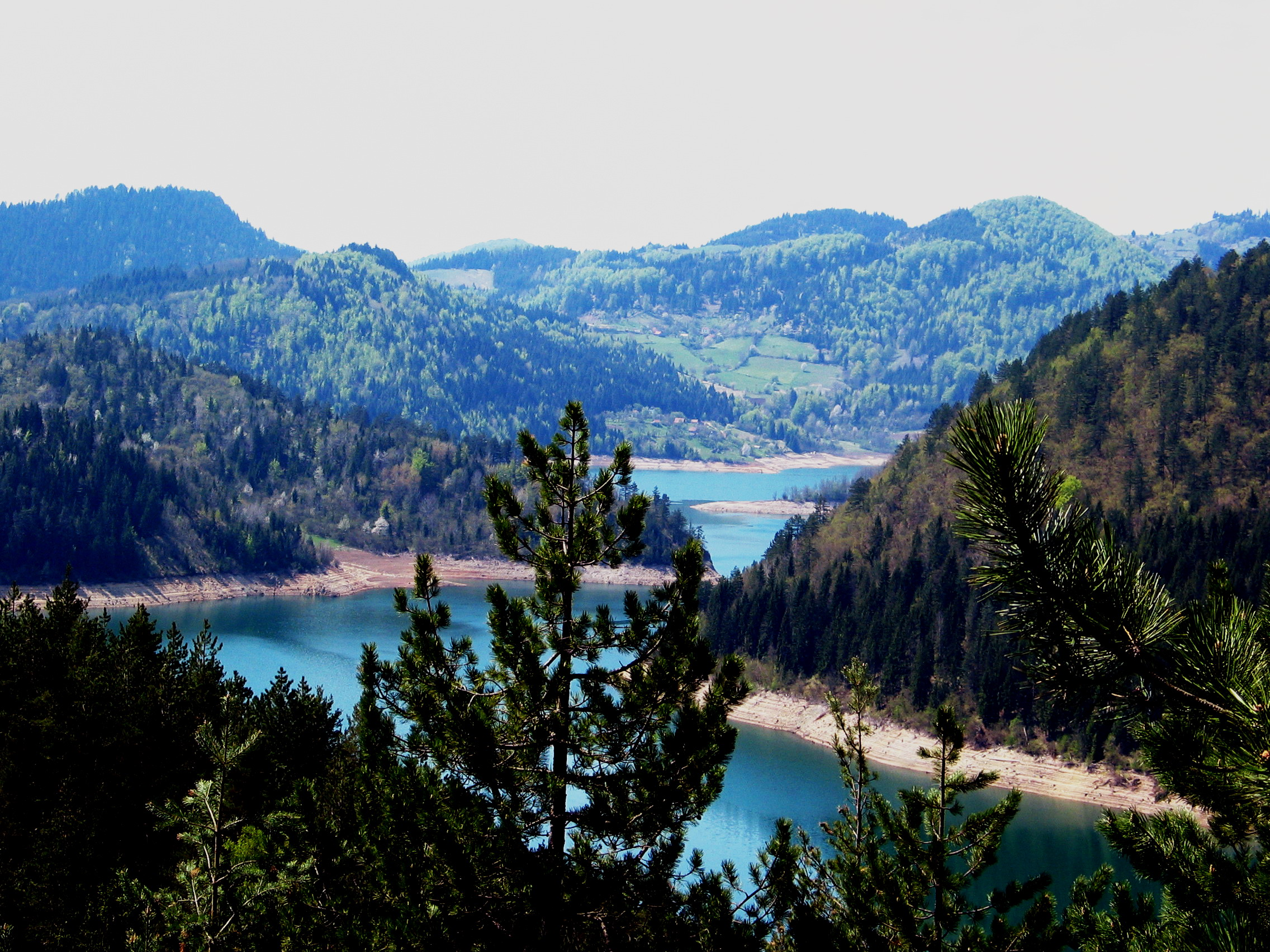
Sicht auf den Zaovine-See im Nationalpark Tara.

Serbien (ohne Kosovo und Metochien) verfügt über sechs Nationalparks (Đerdap, Fruška Gora, Tara, Kopaonik, Balkangebirge und Kučaj-Beljanica). Für ihre Verwaltung wurden eigene öffentliche Unternehmen eingerichtet. Die Nationalparks gehören zum europäischen Dachverband der Nationalparks, Biosphärenreservate und Naturparks Europarc. In den Parks werden die vorhandenen und wertvollen Naturressourcen sowie das Landschaftsbild und die geologische und biologische Vielfalt geschützt und dienen wissenschaftlichen, bildungs-, ideellen, ästhetischen, kulturellen und touristischen Zwecken sowie der Gesundheit und Erholung. Sie werden gemäß der Prinzipien von Umweltschutz und nachhaltiger Entwicklung betrieben. Innerhalb der Nationalparks sind nur solche Aktivitäten erlaubt, welche die Umwelt nicht gefährden, die der Bildung dienen, Gesundheit, Erholung, Tourismus sowie die traditionelle Lebensweise lokaler Gemeinschaften fördern und die weder den Bestand von Arten, Ökosystemen noch die Umwelt bedrohen.

## Verkehr
Die Verkehrssicherheit hat sich durch die Verabschiedung europäischen Standards entsprechenden Gesetzes stark verbessert. Hierzu hat auch der Erlass einer Reihe weiterer Gesetze beigetragen, die Serbien im Zusammenhang mit der Kandidatur des Landes für eine Mitgliedschaft bei der Europäischen Union auf den Weg gebracht hat. Der International Air Transport Association (IATA) hat die serbische Nationalfluggesellschaft Air Serbia mit AIOS-zertifiziert (Audit der internationalen Betriebssicherheit) und damit die hohen Sicherheitsstandards sowie die Qualität des Luftverkehrs und der technischen Wartung der Fluggesellschaft anerkannt.
Die Hauptstadt Belgrad ist ein wichtiger Verkehrsknotenpunkt der europäischen Straßen E70 und E75, die paneuropäischen Korridore 7 und 10. Sie verfügt über Bahnverbindungen, den internationalen Flughafen „Nikola Tesla“ und zwei internationale schiffbare Flüsse.